# FK-League
La FK-League è la massima competizione di futsal per club in Corea del Sud. La FK League è gestita dalla Korea Futsal League a partire dalla stagione 2010-11.

## Squadre 2018/19
- Gwanak Makini FC
- Seongdong FC
- Dream Hub Gunsan
- Seoul Eunpyeong
- Jecheon FC
- Fantasia Bucheon FC
- Jeonju MAG FC
- Yongin Daeheng
- Cheongju FC
- Goyang Bulls
- Yes Gumi FS
- Star FS Seoul

## Albo d'oro
| Stagione | Campione          | Secondo posto | Note  |
| -------- | ----------------- | ------------- | ----- |
| 2008–09  | Jeonju University | -             |       |
| 2009–10  | Jeonju MAG FC     | FS Seoul      | [ 1 ] |
| 2010–11  | FS Seoul          | Jeonju MAG FC | [ 2 ] |
| 2011–12  | FS Seoul          | Jeonju MAG FC | [ 3 ] |
| 2012–13  | Jeonju MAG FC     | Jecheon FS    | [ 4 ] |
| 2013–14  | Jeonju MAG FC     | Jecheon FS    |       |
| 2014–15  | Jeonju MAG FC     | FS Seoul      |       |
| 2015–16  | Gumi Fs           | FS Seoul      |       |
| 2015–16  | Jeonju MAG FC     | Bucheon FS    |       |
| 2015–16  | Jeonju MAG FC     | FS Seoul      |       |
| 2016–17  | Jeonju MAG FC     | FS Seoul      |       |
| 2017–18  | Jeonju MAG FC     | FS Seoul      |       |
| 2018–19  | FS Seoul          | Jeonju MAG FC |       |